# 檜陽駅
檜灘駅（フェヤンえき）は朝鮮民主主義人民共和国両江道金亨稷郡に位置する朝鮮民主主義人民共和国鉄道省北部内陸線の駅である。